# Say Wonderful Things
"Say Wonderful Things" ("Diz coisas maravilhosas") foi a canção que representou o Reino Unido no Festival Eurovisão da Canção 1963 que teve lugar em Londres, em 23 de março de 1963.
A referida canção foi interpretada em inglês por Ronnie Carroll. Foi a primeira canção a ser interpretada na noite do festival, antes da canção neerlandesa "Een speeldoos, interpretada por Annie Palmen. Terminou a competição em quarto lugar, tendo recebido um total de 28 pontos. No ano seguinte, o Reino Unido foi representado por Matt Monro que interpretou o tema "I Love the Little Things.

## Autores
- Letrista:  Norman Newell
- Compositor:  Philip Green
- Orquestrador: Eric Robinson

## Letra
Na canção, Carroll apela à amante para que ele lhe diga coisas maravilhosas (ele também a considera maravilhosa)  como "Amo-te". Carroll diz que as pessoas deveriam sempre acreditar nos sonhos, porque nele momento ele estava sonhando com ela e algum dia estaremos juntos.  

## Outras versões
A versão mais popular desta canção nos Estados Unidos da América que foi gravada por  Patti Page, editada pela Columbia Records.  O disco não foi além do n.º  #81 no Billboard Hot 100, mas teve muito sucesso na Austrália Europa continental , Hong Kong e Japão.